# إيستافونز

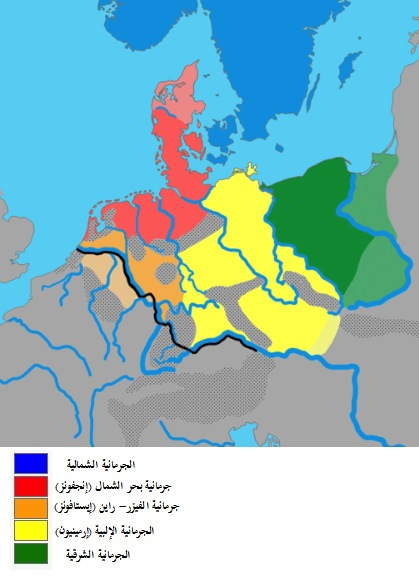
اللهجات الجرمانية حوالي القرن 1.

إيستافونز (Istaevones، Istriaones، Istriones، Sthraones، وThracones) كانت تجمع جرماني قبلي في القرن 1م. وقد سجل أسمائهم تاسيتوس وبليني الأكبر لأول مرة في القرن 1م. وقد صنفوهم على أنهم أحد شعوب القبائل الجرمانية التي انحدرت من أحد أبناء مانوس وهو حفيد جرماني. والشعوب الأخرى كان من بينهم الإنجفونز والإرمينونيون.

## المزيد من القراءة
- Grimm, Jacob (1835). Deutsche Mythologie (German Mythology); From English released version Grimm's Teutonic Mythology (1888); Available online by Northvegr © 2004-2007:Chapter 15, page 2-; 3. File retrieved 09-26-2007.
- Tacitus, Germania (1st Century AD). (in Latin)
- فريدريك مورر (1942) Nordgermanen und Alemannen: Studien zur germanische und frühdeutschen Sprachgeschichte, Stammes- und Volkskunde, Strasbourg: Hünenburg.